# John Byrne
John Lindley Byrne (Walsall, 6 juli 1950) is een in Engeland geboren Amerikaanse stripauteur. Sinds de jaren zeventig heeft Byrne meegewerkt aan strips van vrijwel elke bekende Amerikaanse superheld. Zijn beroemdste werk is dat bij Marvel Comics aan de X-Men- en Fantastic Four-series. Ook werkte hij bij DC Comics aan onder andere Superman. Verder publiceerde hij enkele strips van zichzelf, waaronder Next Men. Byrne is de (mede)bedenker van onder andere Kitty Pryde, Emma Frost, Sabretooth, Shadow King, Scott Lang, Bishop, Omega Red en Rachel Summers (in de meeste gevallen samen met Chris Claremont).

## Biografie

### Jonge jaren en vroege carrière
Byrne werd geboren in Walsall, Engeland, waar hij samen met zijn ouders inwoonde bij zijn grootmoeder. Hier maakte hij kennis met de Amerikaanse superhelden. Hij las al herdrukken van DC Comics en Eagle. Toen hij acht jaar was, verliet hij Engeland met zijn ouders en verhuisde naar Canada. Hij trouwde jaren later met de fotografe Andrea Braun, maar dit huwelijk liep na 15 jaar stuk.
Byrnes eerste ontmoeting met Marvel Comics was in 1962 met Stan Lees en Jack Kirby’s Fantastic Four #5. Vooral Jack Kirby’s werk had een grote invloed op Byrne, en hij werkte met veel van de figuren die Kirby had bedacht.
In de jaren zeventig werd Byrne toegelaten op het Alberta College of Art and Design in Calgary. Hij maakte hier de superheldenparodie Gay Guy voor de schoolkrant, waarin de spot werd gedreven met stereotiepe studenten en homoseksualiteit. Deze semi-strip bevatte tevens het prototype van het latere Alpha Flight personage Snowbird.
Byrne verliet het college in 1973 zonder af te studeren. Hij trad toe in de wereld van de striptekenaars met het illustreren van een twee pagina’s tellend verhaal geschreven door Al Hewetson voor Skywald Publications' zwart-wit horrorblad Nightmare #20. Hij begon toen als freelance-werknemer voor Charlton Comics.

### Marvel Comics
Byrnes eerste verhaal voor Marvel Comics was "Dark Asylum" (geschreven door David Anthony Kraft), gepubliceerd in Giant-Sized Dracula #5. Hij begon toen te werken aan de wat minder goed lopende Marveltitels zoals Iron Fist, De Champions, en Marvel Team-Up. Lange tijd werkte hij samen met Chris Claremont.
In 1978 werden Byrne en Claremont overgeplaatst naar de stripserie The Uncanny X-Men, beginnend met deel 108. Hun samenwerking met inkter Terry Austin leverde klassieke verhaallijnen op als de "Dark Phoenix Saga" en "Days of Future Past". Byrne vergeleek zijn werkverhouding met Claremont geregeld met Gilbert en Sullivan, en beweerde dat ze bijna altijd ruzie hadden over wie de karakters waren. Byrne vond het werk maar niets, en verliet de titel al na deel 143.
Begin jaren 80 werkte Byrne aan een aantal andere Marvel boeken, zoals negen delen van Captain America. Marvel drong erop aan dat Byrne verhalen van het Canadese superheldenteam Alpha Flight zou gaan maken. Dit was op dat moment een zeer populaire serie. Byrne vond de karakters echter niet genoeg diepgang hebben. Hij voegde zelf het personage Northstar toe, die Marvels eerste homoseksuele superheld werd. Byrne werkte tevens aan zes delen van de Hulk.
Byrnes meest belangrijke werk naast de X-Men was de zes jaar die hij werkte aan de Fantastic Four (#232-293). Veel fans zien deze periode als een “tweede Golden Age”. " Byrne bracht een aantal grote veranderingen aan in de serie. Thing werd vervangen door She-Hulk, zodat hij zelf zijn eigen stripserie kon krijgen (ook geschreven door Byrne). Ook verliet Things vriendin Alicia Masters hem, en maakte Byrne de Invisible Woman tot het sterkste teamlid. Verder liet hij de Fantastic Four verhuizen van hun oude hoofdkwartier in het Baxter Building naar “Four Freedoms Plaza”.

### Superman
Tegen het eind van zijn tijd bij Marvel werd Byrne ingehuurd door DC Comics om te werken aan hun belangrijkste personage, Superman. Dit was onderdeel van een complete hervertelling van de geschiedenis van het DC Universum. Byrne zei dat hij Superman zou terugbrengen naar de basis. Hij liet zich voor de strips ook inspireren door de Superman-films. Byrne verminderde Supermans krachten ook flink (hoewel hij nog steeds het sterkste wezen op aarde was) en herschreef Supermans verleden (zo was Superman in Byrnes strips nooit Superboy in zijn tienertijd en leefden zijn adoptieouders, de Kents, nog). Byrne werkte in totaal twee jaar aan deze titel, voordat hij vertrok. Volgens eigen zeggen hield hij ermee op omdat hij geen steun kreeg van zijn collega’s bij DC Comics en omdat de lol eraf was.

### Terugkeer bij Marvel
In 1986 begon Marvel met de publicatie van een nieuwe serie superheldentitels, die zich afspeelden in een andere continuïteit. Byrne werd schrijver en illustrator van de serie Star Brand vanaf deel 11 en ging hiermee door tot de serie werd stopgezet.
In 1989 begon hij te werken aan de serie West Coast Avengers (deel 42-57, die al snel werd hernoemd tot Avengers West Coast), waar hij onder andere het personage Vision onder handen nam en hem zijn emoties liet verliezen. Verder stond hij bekend om de creatie van de Great Lakes Avengers, een nieuwe groep superhelden.
Op verzoek van redacteur Mark Gruenwald, schreef Byrne een nieuwe serie van de Sensational She-Hulk. Gruenwald eiste dat deze serie anders zou zijn dan de serie uit de jaren zeventig. Byrnes serie bevatte veel humor. Zo liet hij She-Hulk beseffen dat ze een stripfiguur was en zo geregeld de vierde wand doorbreken. Hij stopte echter alweer met de serie na acht delen.
Byrne nam het schrijfwerk voor de Iron Man stripserie (#258-277) over, die getekend werd door John Romita Jr. en later Paul Ryan. Byrne bedacht de tweede “Armor Wars” verhaallijn, en maakte de Mandarin weer tot een vaste vijand van Iron Man. Byrne begon tevens aan een nieuwe serie genaamd Namor the Sub-Mariner. Hij liet in deze serie de antiheld Namor het hoofd worden van een bedrijf, Orcale, Inc. Byrne schreef deze titel gedurende 25 delen.

### Eigen werk
Begin jaren 90 begon Byrne aan een aantal eigen stripseries voor uitgever Dark Horse Comics. Byrnes eerste titel bij Dark Horse was Next Men, een serie die hij donkerder en realistischer vond dan zijn vorige werk. Byrne maakte de serie om te kijken wat hij zelf kon doen met superhelden in de echte wereld. Byrnes andere Dark Horse titels waren Babe (een soort She-Hulk voor meer volwassen lezers) en Danger Unlimited (een Fantastic Four achtig team op een toekomstige door Aliens overheerste wereld).
De Next Men serie liep 30 delen. Byrne stopte met de serie met het plan om in minder dan 6 maanden terug te keren. Hij rekende naar eigen zeggen echter niet op de ineenstorting van de stripboekindustrie op dat moment. Dus werd de serie niet voortgezet.

### Later werk
In latere jaren heeft Byrne strips gemaakt voor Marvel, DC en andere uitgevers.
Vooral zijn werk voor Marvel eind jaren 90 wordt door fans gezien als controversieel. Vooral het Spider-Man: Chapter One project, waarin Byrne Spider-Mans eerste avonturen opnieuw vertelde, maar daarbij enkele belangrijke aspecten veranderde, stuitte op kritiek.
Over de jaren heeft hij een reputatie opgebouwd als controversieel figuur in de strips.

## Prijzen
Byrne kreeg de Comics Buyer's Guide Fan Award voor Favoriete Tekenaar in 1986 en 1998. Verder kreeg hij de Squiddy Award voor favoriete tekenaar in 1993.
Voor zijn schrijfwerk werd hij zesmaal genomineerd voor de Comics Buyer's Guide Fan Award voor Favoriete Schrijver.